# Beauche
Beauche ist eine französische Gemeinde mit 284 Einwohnern (Stand: 1. Januar 2022) im Département Eure-et-Loir in der Region Centre-Val de Loire; sie gehört zum Arrondissement Dreux und zum Kanton Saint-Lubin-des-Joncherets. 

## Geographie
Beauche liegt etwa 52 Kilometer nordwestlich von Chartres. An der nordwestlichen Gemeindegrenze verläuft das Flüsschen Lamblore. Umgeben wird Beauche von den Nachbargemeinden Rueil-la-Gadelière im Nordwesten und Norden, Breux-sur-Avre im Norden, Fessanvilliers-Mattanvilliers im Nordosten, Les Châtelets im Osten und Südosten, La Mancelière im Süden, Morvilliers im Südwesten sowie Boissy-lès-Perche im Westen.

## Bevölkerungsentwicklung
| Jahr                       | 1962 | 1968 | 1975 | 1982 | 1990 | 1999 | 2006 | 2013 | 2020 |
| Einwohner                  | 225  | 183  | 155  | 211  | 284  | 310  | 305  | 281  | 278  |
| Quellen: Cassini und INSEE |      |      |      |      |      |      |      |      |      |

## Sehenswürdigkeiten
- Kirche Saint-Martin, Monument historique seit 2013

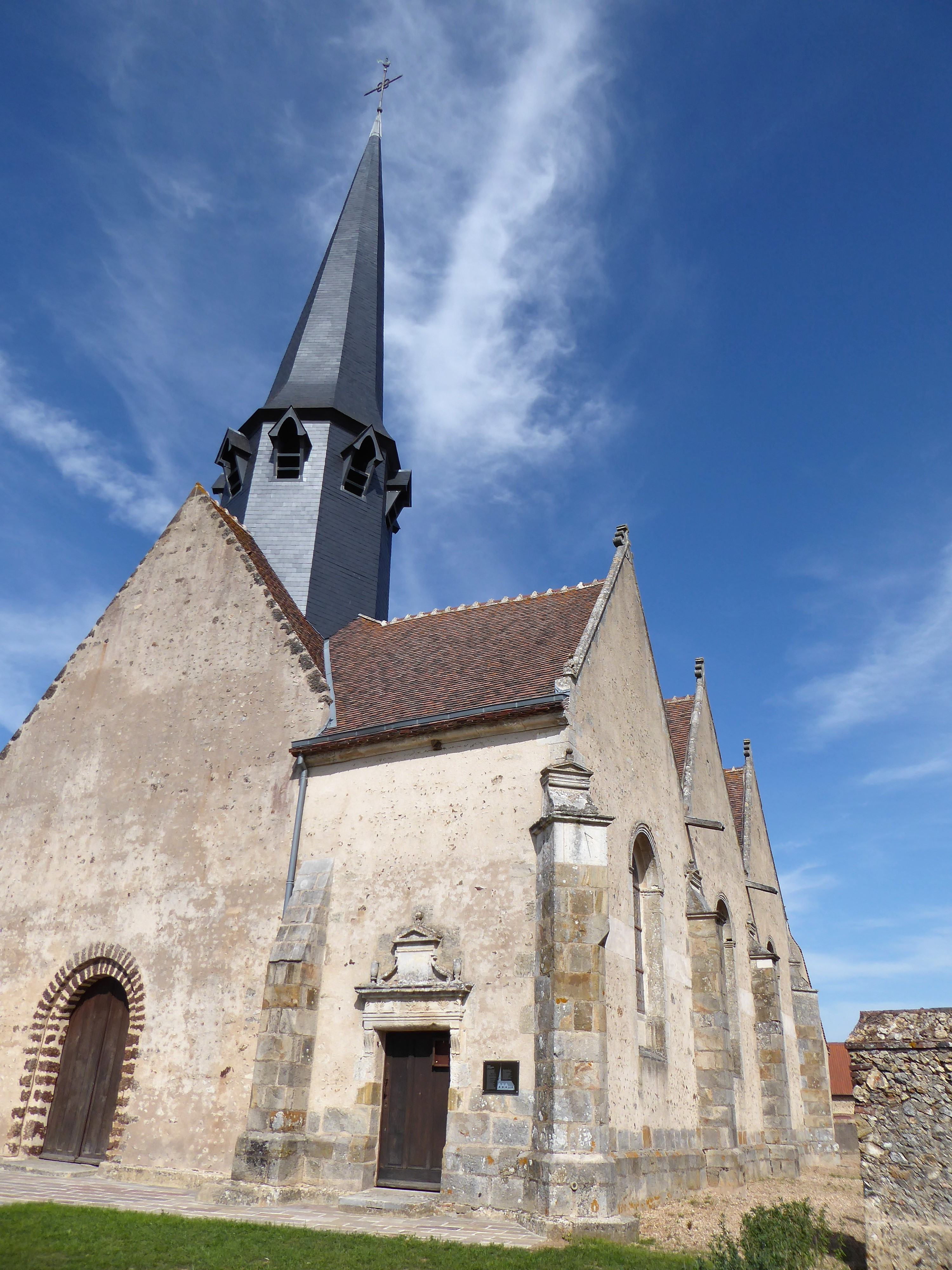
Kirche Saint-Martin